# Bernd Muhlack
Bernd Mulack (* 24. Juli 1937 in Lübeck; † 16. Oktober 2020 in Kiel) war ein deutscher Kaufmann und Sammler afrikanischer Kunst.

## Leben
Muhlack wurde als Sohn eines Tischlers geboren. Er selbst gründete 1972 eine Möbelfirma. Geschäftlich zog es ihn vor allem in verschiedene Länder Afrikas, wo er überwiegend als Holzhändler ein Vermögen machte. Er lebte jahrelang in Kamerun. 1961 traf er Albert Schweitzer in Gabun; dieses Treffen soll eine Motivation für seine lebenslange Beschäftigung mit der Kultur Afrikas gewesen sein. Muhlack verbrachte seinen Lebensabend in Kiel, wo er 2020 verstarb.

## Sammlung
Im Laufe von Jahrzehnten trug Mulack sowohl auf dem internationalen Kunstmarkt und insbesondere in Afrika selbst etwa 3000 Objekte der materiellen Kultur Afrikas zusammen. Seit den 1960er Jahren verkaufte er auch Objekte an Museen, etwa an das Ethnologische Museum Göttingen. Nachdem alle Versuche, seine Sammlung afrikanischen Museen zu übereignen, an deren Desinteresse und mangelnden Kapazitäten scheiterten, erklärte sich nach eingehender Abwägung das Ethnologische Museum in Muhlacks Heimatstadt Lübeck bereit, die Sammlung zu übernehmen. Es ist die größte Schenkung, welche Lübecks Museen jemals erhielten. Seitdem finden eingehende Provenienzforschungen zu Herkunft und Erwerbsumständen der qualitativ zum Teil umstrittenen Sammlung statt.